# Jトラストフィナンシャルサービス
Jトラストフィナンシャルサービス株式会社（ジェイトラストフィナンシャルサービス）は、かつて存在した日本の商工ローン・消費者金融業者。

## 概要

### 大新クレジットビューロー
1967年3月、株式会社大新クレジットビューローとして設立。中堅消費者金融業者であった。

### ステーションファイナンス
2002年5月に阪急電鉄により買収され、同年9月より株式会社ステーションファイナンスに商号（社名）変更する。鉄道会社が消費者金融子会社を持つということで注目を浴びた。阪急東宝グループとしての信用力・安心感や駅・駅ビルといった立地条件の良さを武器に、「スタッフィ」（STAFI、「STATION FINANCE」の略）ブランドで、関西および関東地方などに店舗を展開していた。
また、阪急阪神カードが発行するSTACIAカード（旧HANA PLUS、PiTaPa搭載）にスタッフィのサラ金カード機能を一体化した「STACIA VISAカードS」「STACIA JCBカードS」もある。
かつては企業イメージを損ねるとして、車内・駅構内での消費者金融の広告掲載でさえも許さなかった阪急電鉄としては、大きな変化であった。

### Jトラストフィナンシャルサービス
2009年2月9日、阪急阪神ホールディングスは、連結子会社であるステーションファイナンスを売却し、消費者金融事業から撤退することを発表した。その後、192億円（貸付債権を含む）で事業者金融中堅のイッコー（現・Jトラスト）が買収して同社の完全子会社となり、商号（社名）を「Jトラストフィナンシャルサービス株式会社」に変更した。
社名変更後にスタッフィ店舗を大幅に閉鎖し、サラ金カードの新規募集を停止。イッコーが手がけていた商工ローン事業や債権回収事業をJトラストフィナンシャルへ承継し、イッコーがかつて手がけていた事業を中心に営業している。
2009年9月に、Jトラストが完全子会社化していた無店舗型消費者金融会社でフロックス・伊藤忠商事の合弁で設立された「プリーバ」を吸収合併した。その後、Jトラストがスポンサーとして子会社化していた商工ローン大手のロプロ（旧・日栄、現・日本保証）を子会社化したことから、2010年12月1日に株式会社ロプロに吸収合併され、Jトラストフィナンシャルサービスは解散となり、法人格は消滅した。

### 日本保証からクレディアへ
2015年9月30日に、日本保証はスタッフィ事業を会社分割方式で株式会社クレディアへ譲渡した。スタッフィではグレーゾーン金利での貸付を行っており、日本保証が過払い金返還リスクを負わないことを目的としている。
なお旧スタッフィの返済について現在では銀行振込のみとなっている。過去には提携しているプロミス・新生フィナンシャルのATMで行う事が可能であった。

## 旧本社
大阪府大阪市中央区北浜四丁目4番12号 住友商事淀屋橋ビル4階

## 年表
- 1967年 - 株式会社大新クレジットビューロー設立
- 1968年 - 日本消費者金融協会（JCFA）設立の発起人となる
- 1969年 - 信用情報センター「レンダース・エクスチェンジ」設立の中心的な役割を担う
- 1973年 - 関東地区に初進出し、東京支社・神田支店を開設
- 2000年 - インターネットによる『Webローン』展開
- 2002年 - 阪急電鉄株式会社の子会社となり、株式会社ステーションファイナンスに社名変更
- 2004年 - 「HANA PLUS VISAカードS」サービス開始
- 2005年 - 「HANA PLUS JCBカードS」サービス開始
- 2007年 - 阪急阪神のPiTaPaカードの統合に伴い「HANA PLUS JCBカードS」と「HANA PLUS VISAカードS」は「STACIA JCBカードS」と「STACIA VISAカードS」に変更。
- 2009年
  - 日付不明 - 阪急阪神ホールディングスがステーションファイナンスの売却を発表、イッコー（当時、現・Jトラスト）が買収
  - 7月21日 - Jトラストフィナンシャルサービス株式会社に社名変更し、本社を移転
- 2010年12月1日 - 株式会社ロプロ（現・株式会社日本保証）に吸収合併され、解散。
- 2015年9月30日- 日本保証が株式会社クレディアにスタッフィ事業を譲渡。